# Podnoszenie ciężarów na Letnich Igrzyskach Olimpijskich 2020 – waga do 73 kg mężczyzn
Rywalizacja w wadze do 73 kg mężczyzn w podnoszeniu ciężarów na Letnich Igrzyskach Olimpijskich 2020 została rozegrana w dniu 28 lipca 2021 roku w hali Tokyo International Forum.

## Terminarz
| Data          | Godzina |         |
| ------------- | ------- | ------- |
| 28 lipca 2021 | 13:50   | Grupa B |
| 28 lipca 2021 | 19:50   | Grupa A |

## Wyniki
| Pozycja | Grupa | Zawodnik              | Reprezentacja     | Waga  | Rwanie | Rwanie | Rwanie | Podrzut | Podrzut | Podrzut | Wynik | Uwagi   |
| Pozycja | Grupa | Zawodnik              | Reprezentacja     | Waga  | 1      | 2      | 3      | 1       | 2       | 3       | Wynik | Uwagi   |
| ------- | ----- | --------------------- | ----------------- | ----- | ------ | ------ | ------ | ------- | ------- | ------- | ----- | ------- |
| 1. !    | A     | Shi Zhiyong           | Chiny             | 72,85 | 158    | 163    | 166    | 188     | 192     | 198     | 364   | WR · OR |
| 2. !    | A     | Julio Mayora          | Wenezuela         | 72,60 | 150    | 154    | 156    | 186     | 190     | 199     | 346   |         |
| 3. !    | B     | Rahmat Erwin Abdullah | Indonezja         | 72,45 | 142    | 147    | 152    | 180     | 190     | 190     | 342   |         |
| 4.      | A     | Briken Calja          | Albania           | 72,85 | 151    | 151    | 155    | 184     | 188     | 190     | 341   |         |
| 5.      | A     | Bożidar Andrееw       | Bułgaria          | 72,75 | 150    | 154    | 154    | 184     | 189     | 190     | 338   |         |
| 6.      | A     | Karem Ben Hnia        | Tunezja           | 72,80 | 148    | 151    | 153    | 185     | 190     | 190     | 338   |         |
| 7.      | A     | Masanori Miyamoto     | Japonia           | 72,80 | 143    | 147    | 151    | 183     | 188     | 196     | 335   |         |
| 8.      | A     | Marin Robu            | Mołdawia          | 72,95 | 150    | 155    | 159    | 175     | 182     | 182     | 330   |         |
| 9.      | A     | Clarence Cummings     | Stany Zjednoczone | 72,90 | 145    | 145    | 150    | 180     | 190     | 198     | 325   |         |
| 10.     | A     | David Sánchez         | Hiszpania         | 72,90 | 142    | 146    | 150    | 177     | 177     | 180     | 323   |         |
| 11.     | B     | Jorge Cárdenas        | Meksyk            | 72,65 | 140    | 140    | 145    | 170     | 175     | 175     | 320   |         |
| 12.     | B     | Mahmoud Al-Humayd     | Arabia Saudyjska  | 72,50 | 135    | 141    | 145    | 165     | 175     | -       | 306   |         |
| 13.     | B     | Brandon Wakeling      | Australia         | 72,40 | 115    | 120    | 125    | 158     | 162     | 166     | 291   |         |
| 14.     | B     | Abderrahim Moum       | Maroko            | 71,95 | 120    | 127    | 127    | 142     | 142     | 151     | 278   |         |